# فرناندو آلونسو
فرناندو آلونسو دیاز (به انگلیسی:  Fernando Alonso Díaz)، (زاده ۲۹ ژوئیه ۱۹۸۱ در اویدو، اسپانیا) راننده مسابقه اسپانیایی و حال حاضر تیم استون مارتین است. او ۲ قهرمانی پیاپی فرمول یک قهرمانی جهان در سال‌های ۲۰۰۵ و ۲۰۰۶ را در کارنامه دارد. از او به عنوان یکی از بهترین رانندگان تاریخ فرمول یک یاد می‌شود. وی ۱۷ فصل در مسابقات فرمول یک به رقابت پرداخت و در پایان فصل ۲۰۱۸ از این رقابت‌ها کناره‌گیری کرد. ولیکن او فصل ۲۰۲۱ با تیم آلپین به مسابقات بازگشت او تا ۲۰۲۲ در آلپاین بود که در ۲۰۲۳ به استون مارتین پیوست .

## زندگی ورزشی
آلونسو حکومت پنج ساله میشائیل شوماخر قهرمان اتومبیلرانی فرمول یک، را به پایان رساند.
فرناندو آلونسو، در حالی که تنها ۲۴ سال سن داشت توانست نام خود را به عنوان جوانترین قهرمان فرمول یک در تاریخ ثبت کند.
او توانست با کسب مقام سومی در رقابت جایزه بزرگ برزیل با جمع امتیازات بالا، به عنوان قهرمانی این مسابقات دسترسی پیدا کند.
در این رقابت، خوان پابلو مونتویا اول، کیمی رایکونن دوم و فرناندو آلونسو سوم شدند. میشائیل شوماخر نیز چهارم شد.
فرناندو آلونسو هر دو قهرمانی خود را با تیم رنو (Renault) به دست آورده‌است. او توانست با دسترسی به مقام قهرمانی، عنوان جوانترین قهرمان نیز که در اختیار امرسون فیتیپالدی بود را در آن سال از آن خود کند. بعداً این رکورد توسط لوییس همیلتون بریتانیایی و سباستین وتل آلمانی شکسته شد.
آلونسو پس از مسابقه در آن سال گفت:
من از دسترسی به چنین مقامی بشدت خوشحال هستم… من از کشوری می‌آیم که فرمول یک در آن طرفدار زیادی ندارد. من خیلی جنگیدم تا توانستم به این مقام برسم، چون تقریباً در طول زندگی حرفه‌ای خود از طرف هیچ‌کس پشتیبانی نشدم این بزرگترین چیزی است که من در حرفه ام می‌توانستم بدست آورم.

### McLaren مکلارن (۲۰۰۷)

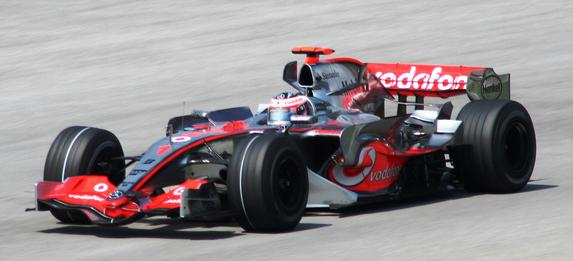
آلونسو در جایزه بزرگ مالزی ۲۰۰۷، نخستین پیروزی او با تیم مک‌لارن

آلونسو پس از کسب دو عنوان قهرمانی با تیم رنو، در سال ۲۰۰۷ به تیم انگلیسی مکلارن پیوست و هم تیمی لویس همیلتون انگلیسی به عنوان یک تازه‌کار (روکی) در این تیم شد او ابتدا از این نقل و انتقال بسیار خشنود و خوشحال بود اما دیری نپایید که با این تیم دچار مشکل شد و روابطشان سیاه شد و همه چیز رسانه‌ای و آشکار شد او در این باره بارها گفته بود که مسوولان تیم بیشتر به همیلتون سال اولی توجه می‌کنند تا به او در حالی که او به عنوان قهرمان جهان و با کسب این عنوان به تیم پیوسته‌است و جایگاهش به مراتب بالاتر از همیلتون است. اولویت اصلی مسوولان تیم برای موفقیت همیلتون بوده و آن‌ها دوست دارند که همیلتون به قهرمانی برسد تا او.
آنها در طول فصل رقابت تنگاتنگی با یکدیگر داشتند اما حواشی فراوانی نیز مابین آنها و کل تیم مکلارن وجود داشت دراین اوصاف تیم مکلارن توسط شخصی که به اطلاعات فراری دسترسی داشت مشغول جمع کردن اطلاعات محرمانه فراری بود و رانندگان مکلارن نیز ازین موضوع مطلع شده بودند این حواشی تا جایی طول کشید که آلونسو تیم مکلارن راتهدید کرد که اگر آنها برای قهرمانی به او یاری نرسانند و حمایت خود را از همیلتون ادامه دهند دزدی اطلاعات آنها از فراری را به فیا گزارش خواهد داد اما این خود مکلارن بود که گزارش بدست آوردن اطلاعات فراری را به فیا گزارش داد و باعث شد که آنها از جدول قهرمانی سازندگان فصل حذف شوند و همچنین جریمه مالی سنگینی نیز متحمل شوند همین حواشی نیز باعث شد با ازدست رفتن تمرکز تیم و جبهه بندی دوگانه داخل تیم میان آلونسو وهمیلتون دست هردو راننده مکلارن از قهرمانی رانندگان نیز کوتاه شود
بعداز این ماجرا بازهم رابطه آلونسو با تیم تیره‌تر شد و تصمیم گرفت که در پایان فصل با اینکه یک‌سال از قرارداد سه ساله خود را گذرانده بود از این تیم انگلیسی جدا شود و به تیم سابق خود رنو برگردد
آلونسو در آن سال با این تیم تنها بااختلاف یک امتیاز با قهرمان فصل کیمی رایکونن فنلاندی و هم امتیاز با نفر دوم لویس همیلتون انگلیسی فصل را به پایان برساند.

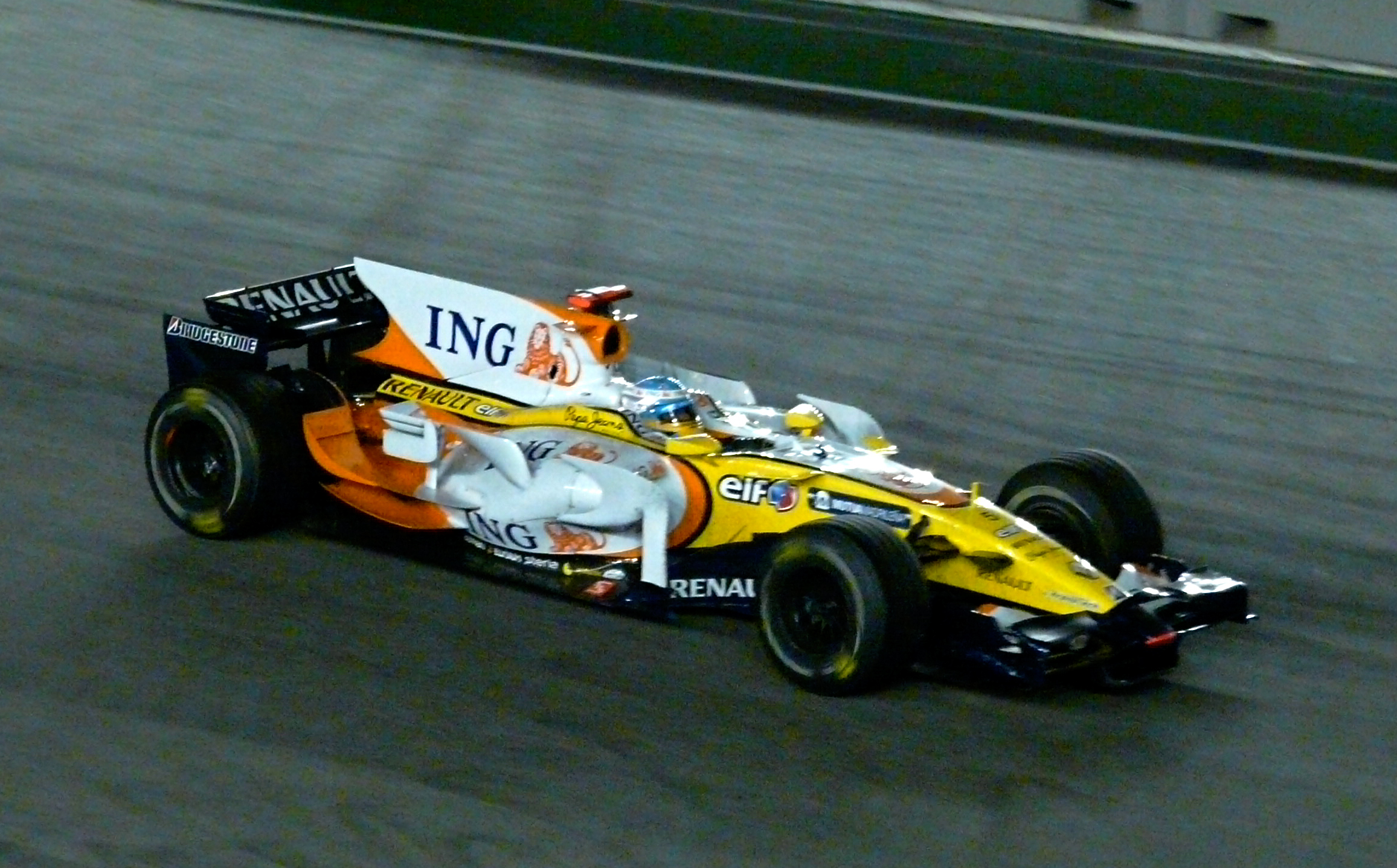
آلونسو در جایزه بزرگ سنگاپور ۲۰۰۸ به یک پیروزی غافلگیرانه دست یافت.

### Renault رنو (۲۰۰۸–۲۰۰۹)

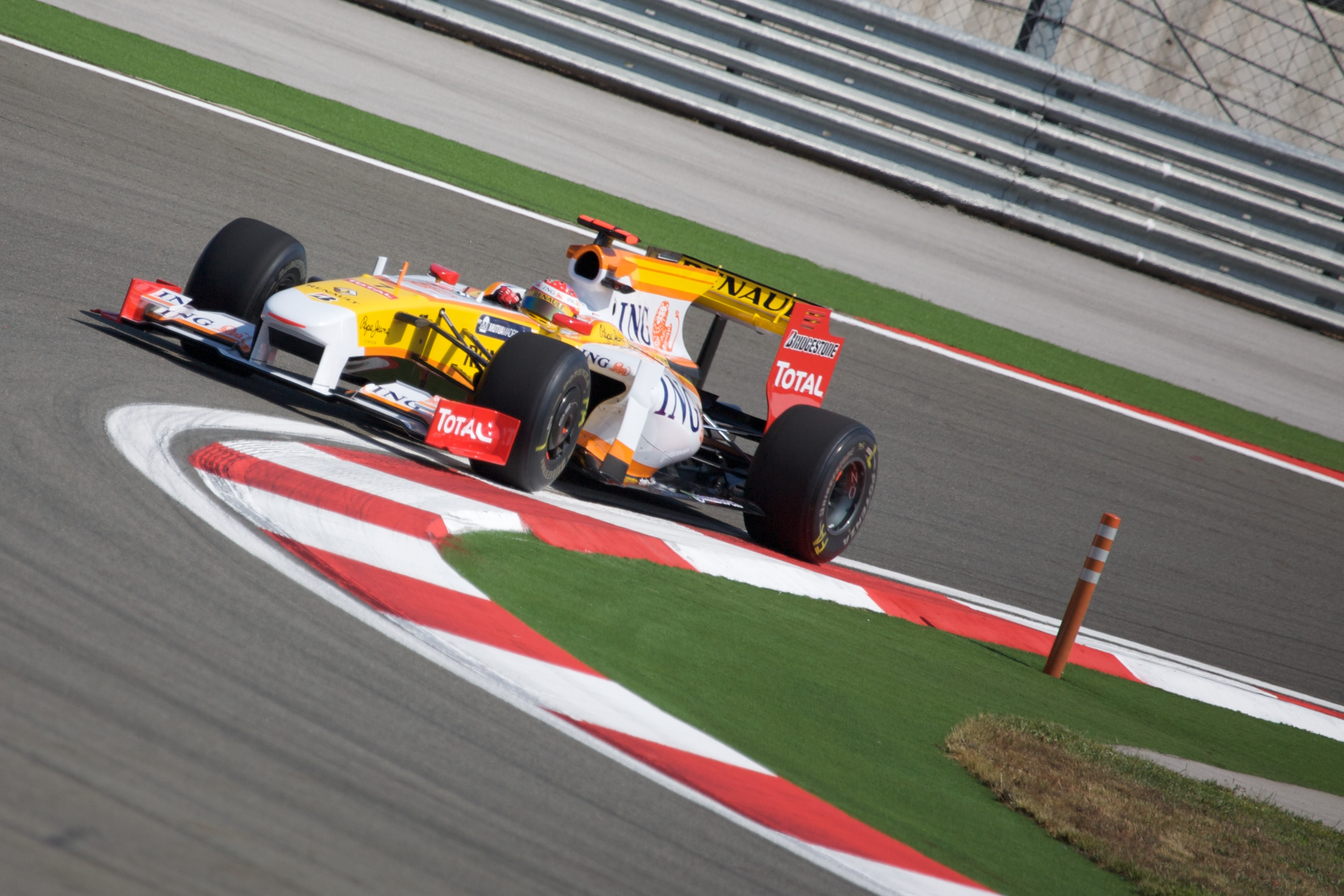
آلونسو در جایزه بزرگ ترکیه ۲۰۰۹

آلونسو بعد از حضور یک فصل پر فراز و نشیب در تیم مکلارن که با حاشیه بسیار همراه بود، بار دیگر به تیم قبلی خود رنو بازگشت و رؤیای قهرمانی برای سومین بار و روزهای خوبش با این تیم را در سر می‌پروراند. اما این گونه نشد و در سال ۲۰۰۸ جایگاهی بهتر از مقام پنجمی بدست نیاورد.
در آن سال لویس همیلتون راننده تیم مکلارن و هم تیمی سابق آلونسو به مقام اول رسید و قهرمان جهان شد او عنوان جوانترین قهرمان فرمول یک را از آن خود کرد که پیش از این از آن آلونسو بود، فیلیپه ماسا راننده تیم فراری تنها با اختلاف یک امتیاز نایب قهرمان شد. مقام سوم نیز به کیمی رایکونن دیگر راننده تیم فراری رسید.
سال ۲۰۰۹ سال تغییرات گسترده در فرمول یک بود. شکل خودروها به‌طور کلی و گسترده تغییر کرد و تغییرات به وضوح آشکار بود و به چشم می‌آمد از جمله تغییرات می‌توان به بزرگ‌تر شدن بال عقبی و جلویی خودرو اشاره کرد که شکل ظاهری خودرو را به کلی دگرگون کرده بود.
در آن سال نیز آلونسو به موفقیت قابل قبولی دست نیافت و در جایگاه نازل نهم قرار گرفت و این عامل سبب شد که آلونسو تصمیم بگیرد در پایان فصل این تیم را ترک کند
در پایان آن فصل که با تغییرات گسترده همراه بود جنسون باتن انگلیسی بعد از ۱۷ دوره مسابقات جایزه بزرگ موفق شد مقام اول را بدست آورد و برای اولین بار قهرمان جهان شود. بعد از او سباستین وتل و روبنز باریچلو به ترتیب دوم و سوم شدند.

### Ferrari فراری (۲۰۱۰–۲۰۱۴)

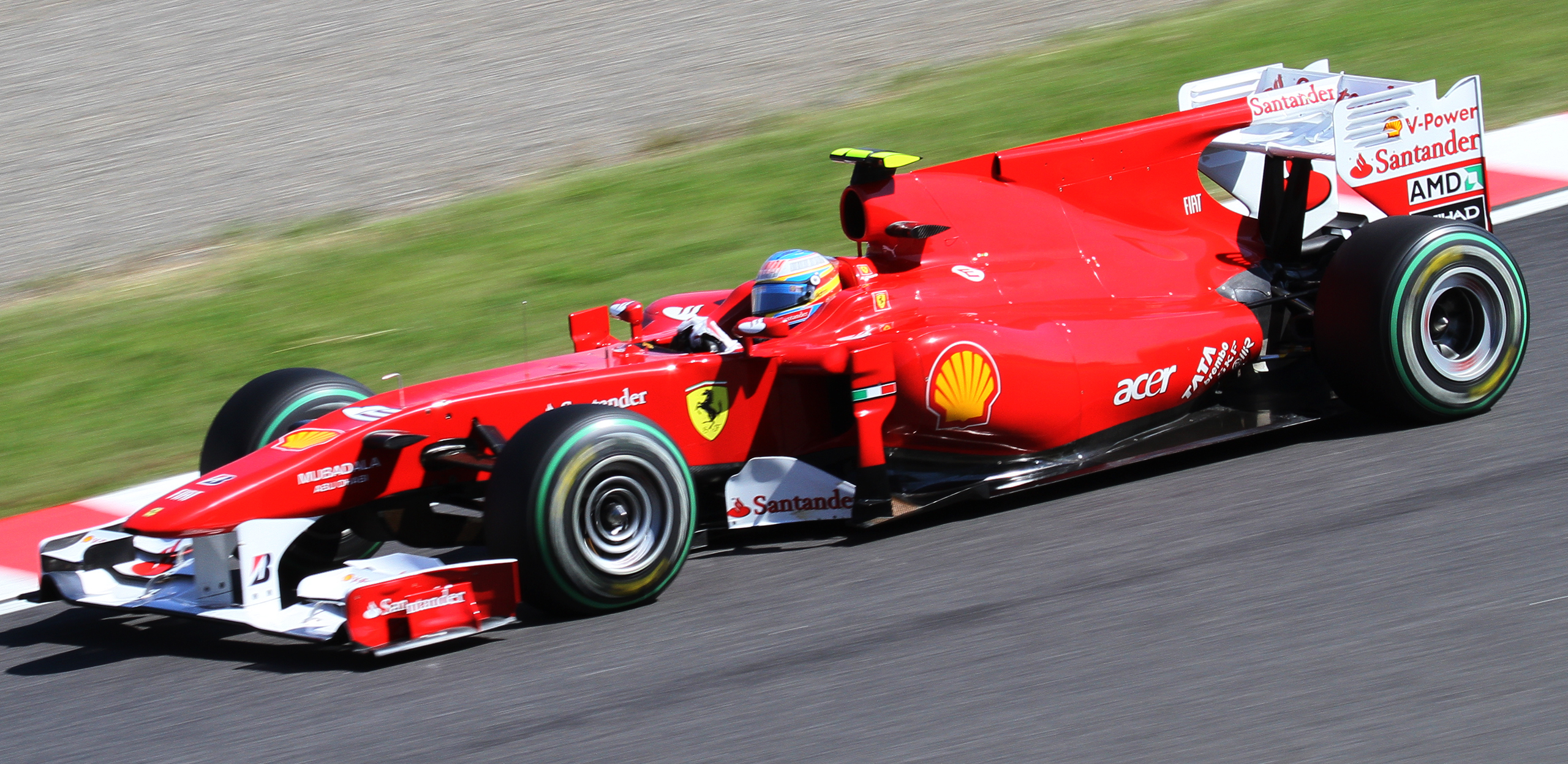
آلونسو سوم شد

سال ۲۰۱۰ سالی بود که آلونسو به دوران اوج خود بازگشت. او طی قرار دادی به تیم بزرگ فراری پیوست و جانشین کیمی رایکونن در این تیم شد او راننده شماره یک این تیم شد و هم تیمی فیلیپه ماسا.
آلونسو در آن سال روزهای خوبی رو پشت سر گذاشت و تا مرز قهرمانی جهان پیشت رفت وتا مسابقه آخر با اختلاف ۱۵ امتیاز نسبت به سباستین فتل شانس اصلی قهرمانی فصل بود اما طی اتفاقاتی در مسابقه آخر باقرار در رده هفتم و پیروزی فتل در این مسابقه با فقط ۴ امتیاز اختلاف نسبت به سباستین وتل قهرمانی را از دست داد تا برای سومین بار و این بار با تیم فراری نتواند این عنوان را کسب کند، اما او به نایب قهرمانی جهان بسنده کرد. او با فیلیپه ماسا هم تیمی خود رابطه بسیار دوستانه و خوبی داشت تا جایی که در گرند پری آلمان در حالی که ماسا جلوتر از آلونسو در جایگاه اول قرار داشت با برداشتن پایش را از روی پدال گاز سبب شد تا آلونسو از او سبقت بگیرد و آلونسو به قهرمانی برسد و امتیاز بالاتر را از آن خود کند زیرا که آلونسو در رنکینگ نهایی به مراتب جایگاهش بهتر از ماسا بود.
آلونسو در سال‌های ۲۰۱۰، ۲۰۱۲ و ۲۰۱۳ به عنوان نایب قهرمانی بسنده کرد و سباستین فتل هر سه عنوان را از او ربود. سال ۲۰۱۴ قانون‌های جدید برای مسابقات وضع شد که نتیجه اش آغاز سلطه مرسدس بر فرمول یک بود، آلونسو در سال ۲۰۱۴ با فراری ناکام بود و ششم شد.

### Mclarenمک لارن (۲۰۱۵–۲۰۱۸)
آلونسو در سال ۲۰۱۵ به مک لارن برگشت. در این تیم نیز با مشکلات زیادی پیرامون موتور دست و پنجه نرم کرد.

### Alpain آلپین (۲۰۲۱-)
الونسو برای فصل ۲۰۲۱ با تیم آلپین که همان تیم رنو با تغییر نام بوده پیوسته‌است. او هم‌تیمی استبان اوکون خواهد شد.
| Season | Series                     | Team                      | Races       | Wins        | Poles       | F/Laps      | Podiums     | Points      | Position    |
| ------ | -------------------------- | ------------------------- | ----------- | ----------- | ----------- | ----------- | ----------- | ----------- | ----------- |
| ۱۹۹۹   | Euro Open by Nissan        | Campos Motorsport         | ۱۵          | ۶           | ۶           | ۵           | ۸           | ۱۶۴         | 1st         |
| ۲۰۰۰   | International Formula 3000 | Team Astromega            | ۹           | ۱           | ۱           | ۲           | ۲           | ۱۷          | 4th         |
| ۲۰۰۱   | Formula One                | European Minardi F1 Team  | ۱۷          | ۰           | ۰           | ۰           | ۰           | ۰           | 23rd        |
| ۲۰۰۲   | Formula One                | مایلد سون Renault F1 Team | Test Driver | Test Driver | Test Driver | Test Driver | Test Driver | Test Driver | Test Driver |
| ۲۰۰۳   | Formula One                | مایلد سون Renault F1 Team | ۱۶          | ۱           | ۲           | ۱           | ۴           | ۵۵          | 6th         |
| ۲۰۰۴   | Formula One                | مایلد سون Renault F1 Team | ۱۸          | ۰           | ۱           | ۰           | ۴           | ۵۹          | 4th         |
| ۲۰۰۵   | Formula One                | مایلد سون Renault F1 Team | ۱۹          | ۷           | ۶           | ۲           | ۱۵          | ۱۳۳         | 1st         |
| ۲۰۰۶   | Formula One                | مایلد سون Renault F1 Team | ۱۸          | ۷           | ۶           | ۵           | ۱۴          | ۱۳۴         | 1st         |
| ۲۰۰۷   | Formula One                | وودافون مک‌لارن Mercedes   | ۱۷          | ۴           | ۲           | ۳           | ۱۲          | ۱۰۹         | 3rd         |
| ۲۰۰۸   | Formula One                | ING Renault F1 Team       | ۱۸          | ۲           | ۰           | ۰           | ۳           | ۶۱          | 5th         |
| ۲۰۰۹   | Formula One                | ING Renault F1 Team       | ۱۷          | ۰           | ۱           | ۲           | ۱           | ۲۶          | 9th         |
| ۲۰۱۰   | Formula One                | اسکودریا فراری Marlboro   | ۱۹          | ۵           | ۲           | ۵           | ۱۰          | ۲۵۲         | 2nd         |
| ۲۰۱۱   | Formula One                | اسکودریا فراری            | ۱۹          | ۱           | ۰           | ۱           | ۱۰          | ۲۵۷         | 4th         |
| ۲۰۱۲   | Formula One                | اسکودریا فراری            | ۲۰          | ۳           | ۲           | ۰           | ۱۳          | ۲۷۸         | 2nd         |
| ۲۰۱۳   | Formula One                | اسکودریا فراری            | ۶           | ۲           | ۰           | ۰           | ۳           | ۷۸          | 2nd*'       |

## کیموآ
وی در سال ۲۰۱۷ شرکت کیموآ (Kimoa) را تأسیس کرد.